# Alcides Araújo Alves
Alcides Eduardo Mendes de Araújo Alves, meglio noto come Alcides (São José do Rio Preto, 13 marzo 1985), è un ex calciatore brasiliano, di ruolo difensore.

## Biografia
Durante un periodo di permanenza in Brasile, Alcides è stato rapito da dei malviventi; è stato rilasciato dopo essere riuscito a convincere i banditi che lui non era un calciatore e di essere vittima di uno scambio di persona.

## Carriera

### Club
Nasce calcisticamente nelle giovanili dell'Esporte Clube Vitória di Salvador de Bahia.
Nel 2003 è passato in prestito per un breve periodo allo Schalke 04 in Germania, l'anno seguente ha partecipato a parte del campionato con il Santos FC.
A fine 2004 viene acquistato dal Chelsea che lo gira in prestito in Portogallo al S.L. Benfica, giocando sette partite di quel campionato e contribuendo alla vittoria della squadra allenata da Giovanni Trapattoni, vittoria che mancava da 11 anni. Lo stesso anno il Benfica vinse anche la Coppa Portoghese.
Nel gennaio 2007, Alcides si trasferisce, sempre in prestito dal Chelsea, al PSV, continuando a lavorare con l'ex allenatore del Benfica Ronald Koeman. Il 3 febbraio 2007 ha giocato il suo primo incontro nell'Eredivisie, contro l'AZ Alkmaar; durante la sua permanenza nell'Eredivisie ha contribuito alla vittoria di 2 campionati consecutivi e di una Coppa d'Olanda.
Il 9 agosto 2008, Alcides ha firmato un contratto con la squadra del Dnipro in cambio di € 0,6 milioni, che milita nel campionato dell'Ucraina.
Dei continui problemi al ginocchi destro ne limitano l'uso costante in questa sua ultima squadra.

### Nazionale
Alcides ha giocato nel Under-20 che ha vinto la 2003 FIFA World Youth Championship, nel Emirati Arabi Uniti giocando tutte le partite del torneo.

## Palmarès

### Club

#### Competizioni nazionali
- Campionato portoghese: 1

Benfica: 2004-2005
- Coppa di Portogallo: 1

Benfica: 2004-2005
- Campionato olandese: 2

PSV: 2006-2007, 2007-2008

### Nazionale
- Campionato mondiale di calcio Under-20: 1

2003